# Ulica Vita Kraigherja
Ulica Vita Kraigherja (deutsch: Vito-Kraigher-Gasse) ist der Name einer Straße im Bezirk Center der Stadtgemeinde Maribor, Slowenien. Sie ist benannt nach dem jugoslawischen Juristen und Politiker slowenischer Herkunft Vito Kraigher (1911 bis 1945).

## Geschichte
Die Straße ist erstmals im Jahr 1574 als Neu Gasse vor St. Ulrich dokumentiert. Im Jahr 1873 erhielt sie den Namen Fabrikgasse, da sie zur Lederfabrik an der Drau führte.
Im Jahr 1919 wurde die Straße in Frančiškanska ulica (Franziskanerstraße) umbenannt, nach dem Franziskanerkloster, das zwischen 1892 und 1900 zusammen mit der Franziskanerkirche an der Stelle errichtet wurde, an der einst das Kapuziner- und später das Minoritenkloster stand.
Nach der deutschen Besetzung erhielt sie im April 1941 vorübergehend den Namen Fabrikgasse zurück und wurde noch im selben Jahr nach dem österreichischen Komponisten Hugo Wolf (1860 bis 1903) in Hugo-Wolf-Gasse umbenannt.
Im Mai 1945 wurde ihr der slowenische Name Frančiškanska ulica zurückgegeben und im Jahr 1947 wurde sie in Würdigung von Vito Kraigher in Ulica Vita Krajgherja, 1998 in Vita Kraigherja ulica umgetauft.

## Lage
Die Straße beginnt an der Partizanska cesta an der Ostseite der Marienbasilika und verläuft parallel zu den westlich bzw. östlich von ihr gelegenen Straßen Ulica škofa Maksimilijana Držečnika sowie Titova cesta nach Süden bis zur Ulica kneza Koclja.

## Abzweigende Straßen
Die Ulica Vita Kraigherja berührt folgende Straßen (von Nord nach Süd): Trg Leona Štuklja und Ulica heroja Bračiča.